# Padum
Padum (auch Padam) ist der größte Ort und das Verwaltungszentrum des zum Distrikt Kargil gehörigen Tehsil Zanskar im indischen Unionsterritorium Ladakh. Padum ist von Kargil etwa 240 km entfernt.

## Beschreibung
Die Einwohnerzahl beträgt etwa 1000. Der traditionelle Ortskern befindet sich unterhalb der Gompa, wo zwei große Chörten oberhalb großer Gebäude stehen. 1980 wurde eine Straße von Kargil über den Pensi La nach Padum gebaut. Der Ort hat mehrere Hotels und Restaurants für Touristen. Es gibt ein Postamt, Internetcafés und Telefonzellen.

## Geographie
Padum liegt im Zentrum von Zanskar und hat eine durchschnittliche Meereshöhe von 3557 m. Mehrere kleine Dörfer liegen rund um Padum.

## Klima
Die Winter sind niederschlagsreicher als die Sommer. Die durchschnittliche Jahresniederschlagsmenge beträgt 366 mm. Der wärmste Monat ist Juli mit einer Durchschnittstemperatur von 15,4 °C. Im Januar liegt die durchschnittliche Temperatur lediglich bei −9,2 °C.
|                       | Jan   | Feb   | Mär  | Apr  | Mai  | Jun  | Jul  | Aug  | Sep  | Okt  | Nov  | Dez  |   |      |
| Mittl. Tagesmax. (°C) | −4,8  | −2,2  | 2,5  | 8,9  | 14,8 | 18,7 | 21,0 | 20,6 | 17,8 | 12,1 | 6,0  | −0,1 | ⌀ | 9,7  |
| Mittl. Tagesmin. (°C) | −13,5 | −11,9 | −6,7 | −0,8 | 3,5  | 7,0  | 9,9  | 9,6  | 5,9  | 0,2  | −5,0 | −9,7 | ⌀ | −0,9 |
|                       |       |       |      |      |      |      |      |      |      |      |      |      |   |      |
| Niederschlag (mm)     | 44    | 45    | 60   | 40   | 36   | 11   | 28   | 22   | 35   | 14   | 11   | 20   | Σ | 366  |

| −13,5 |

| −11,9 |

| −6,7 |

| −0,8 |

| 3,5 |

| 7,0 |

| 9,9 |

| 9,6 |

| 5,9 |

| 0,2 |

| −5,0 |

| −9,7 |

| −13,5 |

| −11,9 |

| −6,7 |

| −0,8 |

| 3,5 |

| 7,0 |

| 9,9 |

| 9,6 |

| 5,9 |

| 0,2 |

| −5,0 |

| −9,7 |

## Bevölkerung
Padum wird hauptsächlich von Menschen tibetischer Herkunft bewohnt, deren Religion der Tibetische Buddhismus ist. Es gibt aber eine nennenswerte muslimische Minderheit (etwa 40 % der Bevölkerung), hauptsächlich Balti, die seit dem 17. Jahrhundert in Padum leben. Vor einigen Jahren wurde eine Moschee gebaut. 1996 waren bereits 70 % der Bevölkerung Padums Moslems.

## Padum-Tal

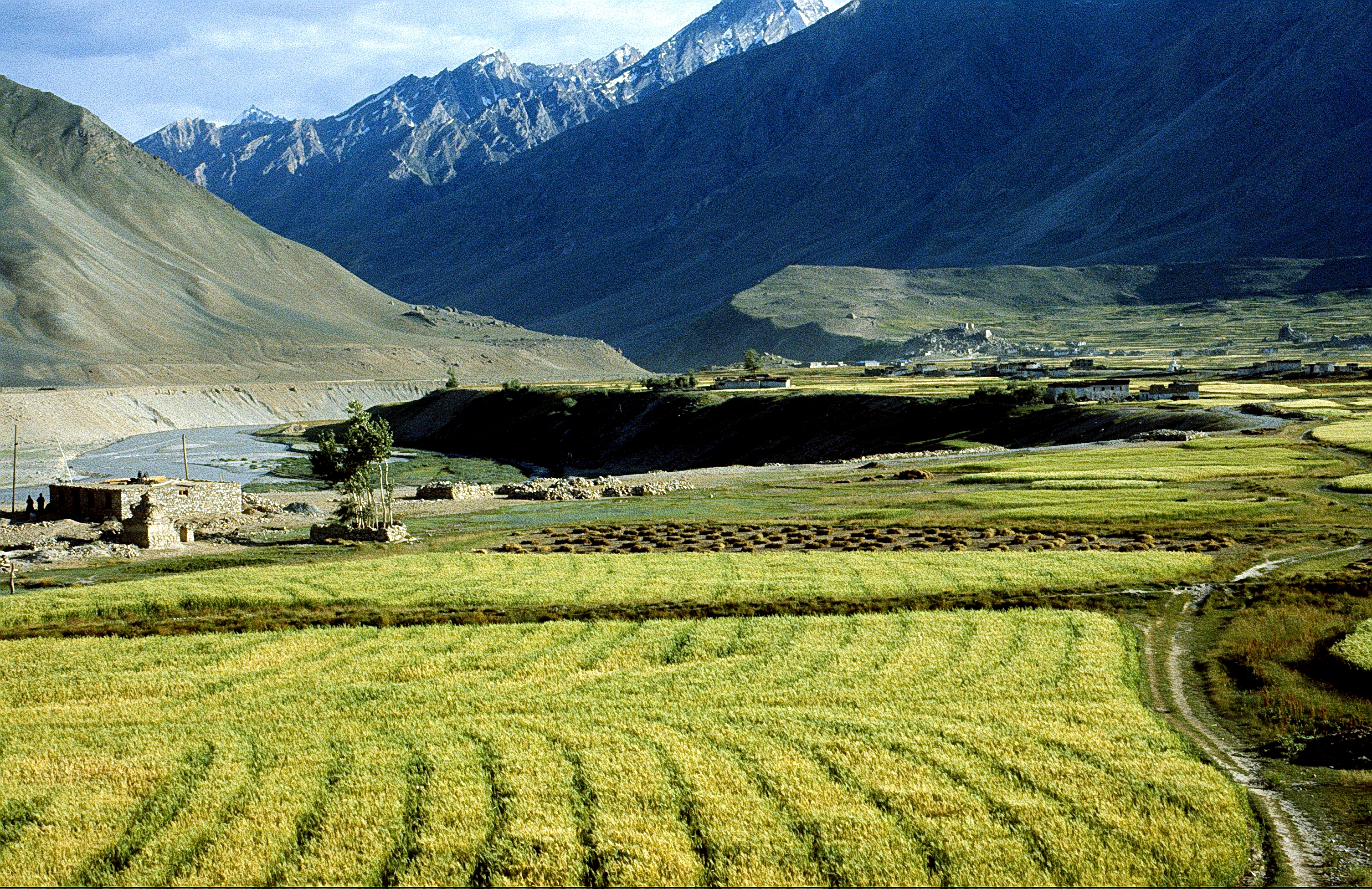
Kloster Kursha im Padum-Tal

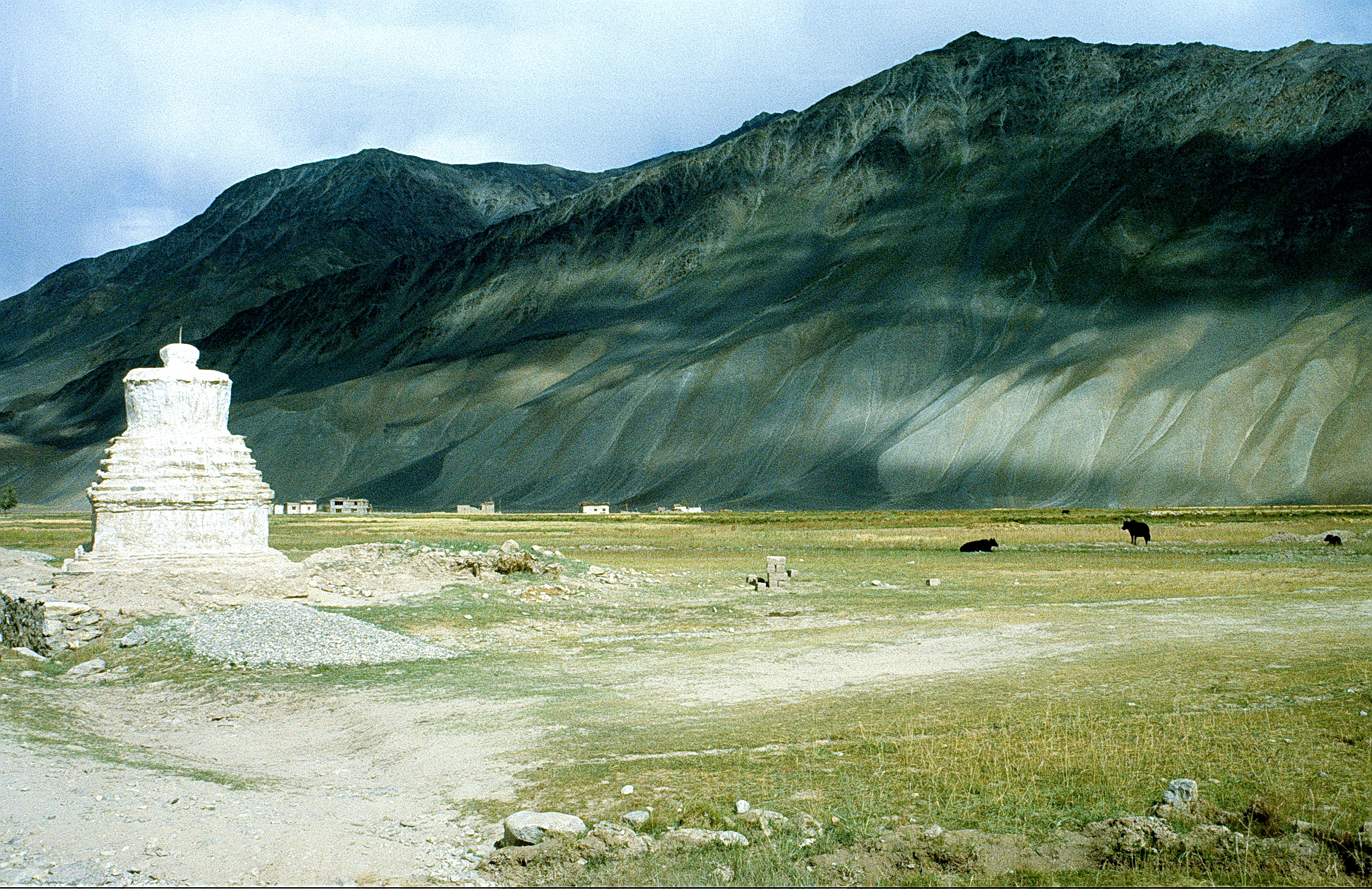
Padum

Das Padum-Tal wird von den Flüssen Stod (Doda) und Lungnak durchflossen. Unterhalb von Padum vereinigen sich die beiden Flüsse zum Zanskar-Fluss.
Einige sehenswerte buddhistische Klöster liegen in der Nähe von Padum, unter anderem Bardan und Kursha.

## Trek Lamayuru – Padum – Darcha
- Karte mit allen Koordinaten der erwähnten Orte:
- OSM |
- WikiMap

Padum ist der Start des 2. Abschnitt des Treks Lamayuru – Padum – Darcha von Padum nach Darcha.
Von Padum gibt es Bus- und LKW-Verbindungen nach Kargil⊙.
Bis nach Purne folgt der Trek dem Tsarap-Fluss, von Purne bis hinter Kargyak dem Kardyak Chu, nach dem Shingo La folgt er dem Jankar Nala bis nach Darcha.
Der Trek verläuft von Padum über Kloster Bardang⊙, Mune-Gompa⊙ nach Reru⊙.
Von Reru geht es weiter zum Campingplatz Pepula, Tsetang, Kyalbok⊙, Purne⊙, Abstecher nach Kloster Phuktal⊙, Jal (Yal)⊙, Kuru⊙, Tangze⊙, Table⊙, Kargyak⊙, Shingo La⊙, Ramjak-Camp, Chikka⊙, Darcha⊙.
Von Darcha gibt es Bus- und LKW-Verbindungen nach Manali⊙.